# Revista de Biología Tropical
La Revista de Biología Tropical es una publicación científica bilingüe de acceso abierto, fundada en 1953 por la Universidad de Costa Rica. Su principal enfoque es la biología tropical y la biología de la conservación. A lo largo de los años, ha jugado un papel fundamental en la difusión del conocimiento científico en América Latina y ha alcanzado un alto nivel de reconocimiento internacional en su campo.

## Historia
La idea de crear la revista surgió por iniciativa de Alfonso Trejos Willis, quien, después de sus estudios en Brasil, trabajaba como Director del Laboratorio Clínico del Hospital San Juan de Dios en San José, Costa Rica. Influenciado por su mentor Clodomiro Picado, Trejos promovió la creación de la revista como una extensión de los trabajos científicos realizados en el hospital, particularmente en el ámbito de la microbiología y las ciencias médicas. En 1949, Trejos comenzó a discutir la idea de establecer una publicación científica propia, y en 1953 se publicó el primer número de la Revista de Biología Tropical.
Desde sus inicios, la revista fue dirigida por el Dr. Ettore de Girolami, un médico y académico italiano que se unió al proyecto en 1950. Bajo su dirección, se consolidó la estructura editorial de la revista, estableciendo las bases para su crecimiento. A partir de 1954, Rafael Lucas Rodríguez, un biólogo costarricense, asumió el cargo de subdirector, contribuyendo de manera significativa al desarrollo editorial de la publicación.
En 1960, debido al aumento en la carga de trabajo, Rafael Lucas Rodríguez y John De Abate asumieron conjuntamente la dirección editorial, puesto que mantuvieron hasta 1979. Durante este período, la revista continuó expandiéndose, incorporando temas relevantes de biología tropical y conservación. En 1968, Manuel Chavarría fue contratado como editor a tiempo completo, lo que permitió a la revista continuar su publicación de manera constante y enfrentar los desafíos logísticos asociados con la producción y distribución.
Otra figura destacada en la trayectoria de la revista ha sido Julián Monge Nájera, quien desempeñó un papel clave como editor durante más de tres décadas. Su gestión se caracterizó por mantener la revista como una publicación científica de acceso abierto y bilingüe, enfocada en temas de biología tropical y conservación. Bajo su liderazgo, la revista fortaleció su calidad científica y alcanzó un mayor reconocimiento en la comunidad académica internacional. Además de su labor editorial, Monge-Nájera contribuyó con numerosos artículos que abarcaron áreas como biodiversidad, ecología y educación, ampliando el alcance del conocimiento científico promovido por la revista.

## Impacto y evolución
A lo largo de su historia, la Revista de Biología Tropical ha sido indexada en varias bases de datos científicas de prestigio, como Current Contents, Science Citation Index y Biological Abstracts, lo que refleja su impacto en el ámbito académico global. La revista ha evolucionado para abarcar una amplia variedad de temas dentro de las ciencias biológicas, incluyendo estudios sobre biodiversidad, ecología y la conservación de especies y ecosistemas tropicales. Su enfoque multidisciplinario ha permitido que acepte trabajos de diversas ramas de la biología, manteniendo su compromiso con la difusión del conocimiento sobre los temas tropicales.
Además de su impacto en la región, la revista ha sido un referente para investigadores de todo el mundo. Su contribución al avance de la ciencia tropical en Costa Rica y más allá ha consolidado su relevancia como un espacio clave para la publicación de investigaciones en biología y conservación. La revista sigue siendo una de las publicaciones más importantes en su campo y continúa contribuyendo al desarrollo científico, promoviendo el intercambio de conocimiento y la colaboración internacional.